# Stoq
A Stoq é um laboratório de inovação que desenvolve novas tecnologias para o varejo brasileiro. Fundada em 2015, a empresa começou lançando uma solução completa de gestão empresarial Open Source. Hoje a Stoq conta com novas ferramentas com o objetivo de melhorar o processo de compra, tanto para o varejista quanto para o consumidor.

## História
O Stoq é um software de Gestão Empresarial Open Source, criado em 2005 por um jovem empreendedor do ramo varejista que reconheceu no mercado brasileiro a deficiência de um software de gestão realmente adequado. Idealizou e, com uma equipe de desenvolvedores da USP e UFSCar, lançou o Stoq, um sistema completo para empresas varejistas.
Seu desenvolvimento foi acelerado por dois ciclos de investimento PIPE/FAPESP. O Stoq floresceu, promovido por uma comunidade forte e ativa de usuários, e sempre atento às mudanças do mercado e da legislação.
Em 2014 o Stoq incorporou às suas soluções o Stoq.link, uma ferramenta de inteligência online que permite ao administrador acompanhar sua empresa de onde quer que ele esteja, sincronizando para a nuvem todos os dados cadastrados no Stoq. Em 2016, com o Stoq.link, a empresa participou do Inovativa Brasil, um programa de incentivo do Governo Federal, ficando entre os 125 finalistas.
No dia 24 de agosto de 2020 foi anunciada a compra da Stoq pelo Magazine Luiza. A empresa passou a ser parte do Parceiro Magalu e seus produtos integraram o Magalu as a Service (MaaS).

## Soluções para o varejo
A Stoq conta com um conjunto de soluções integradas, flexíveis e com múltiplos canais de venda. Estão presentes tecnologias para balcão, auto-atendimento, pedido sem contato e SmartPOS.
Seus softwares possuem integração com sistemas de cashback, delivery e e-commerce. Alguns exemplos são: BeBlue, Passbook, iFood, Uber Eats, Magalu, Shopify e Vnda.
Em maio de 2020 a empresa lançou o zappay.vc, uma plataforma de pedidos online sem a necessidade de nenhum aplicativo. A proposta era possibilitar ao lojista o atendimento rápido de seus clientes, entregando os pedidos por delivery ou na porta da loja.